# Heilig Hartbeeld (Woensel)
Het Heilig Hartbeeld is een standbeeld in de Nederlandse plaats Woensel (sinds 1920 een stadsdeel van Eindhoven), in de provincie Noord-Brabant.

## Achtergrond
In 1929/1930 werd de Pastoor van Arskerk of Heilige Joannes Vianneykerk in Woensel gebouwd, naast de kerk verrees een pastorie. De kerk werd in oktober 1930  ingewijd. Aan de gevel van de pastorie werd een Heilig Hartbeeld aangebracht. Op het plein voor de kerk staat een beeld van pastoor van Ars. Beide beelden werden gemaakt door de Eindhovense beeldhouwer Marcel van Eck.
De kerk werd in 2002 aan de eredienst onttrokken. Sinds 2012 zijn kerk en pastorie, onder de naam Elf13, als multifunctioneel gebouw in gebruik.

## Beschrijving
Het beeld toont een Christusfiguur ten voeten uit, gekleed in een gedrapeerd gewaad en omhangen met een mantel. Hij houdt zijn beide handen met stigmata naar voren gestrekt. Op zijn borst is het Heilig Hart zichtbaar.